# Antoine Auriel-Constant
Pour les articles homonymes, voir Constant.
Antoine Auriel-Constant, né à Manobre (commune de Sainte-Mondane en Guyenne le 19 avril 1764 et mort le 16 juin 1794 sur les pontons de Rochefort, a été prêtre pour le diocèse de Cahors et martyrisé durant la Terreur.

## Repères biographiques
La biographie et la généalogie du bienheureux Antoine Auriel-Constant ont été exhaustivement rétablies au XXe siècle par l'abbé Paul Boisset.
Né en 1764 à Manobre, de Barthélémy Auriel et d'Elisabeth Lespinasse, Antoine Auriel-Constant est baptisé la même année le 20 avril à Fajoles (Lot). Après des études à Cahors, il y est ordonné prêtre le 29 novembre 1790.
Il est nommé vicaire à Calviac et Sainte-Mondane. Emprisonné le 10 novembre 1793 à Périgueux, il est embarqué le 17 avril 1794 sur les pontons de Rochefort, les Deux-Associés, où il décédera le 16 juin. Il est enterré sur l'île d'Aix.
Le Père Antoine Auriel-Constant a été béatifié le 1er octobre 1995, avec 63 autres prêtres et religieux, ses compagnons martyrs des pontons de Rochefort, par le pape Jean-Paul II.

## Hommage
Le 9 décembre 2009, en présence de Laurent Rougière, maire de Fajoles (Lot), de Marguerite Planche, maire de Sainte-Mondane (Dordogne), et du professeur Edmond Jouve, Mgr Norbert Turini a béni dans l'église de Fajoles la plaque commémorative d'Antoine Auriel-Constant. Le Père Clément Nastorg, recteur du Pèlerinage de Rocamadour, fit alors une conférence sur sa vie. C'est devant cette plaque que le 16 novembre 2018 Mgr Laurent Camiade a aussi tenu à rendre hommage à Antoine Auriel-Constant en présence de Fabienne Lalande, maire de Fajoles.
L'Église catholique fête le bienheureux Antoine Auriel-Constant le 16 juin.
Une plaque commémorative est également apposée à l'intérieur de l'église Saint-Pierre-ès-Liens de Calviac-en-Périgord.

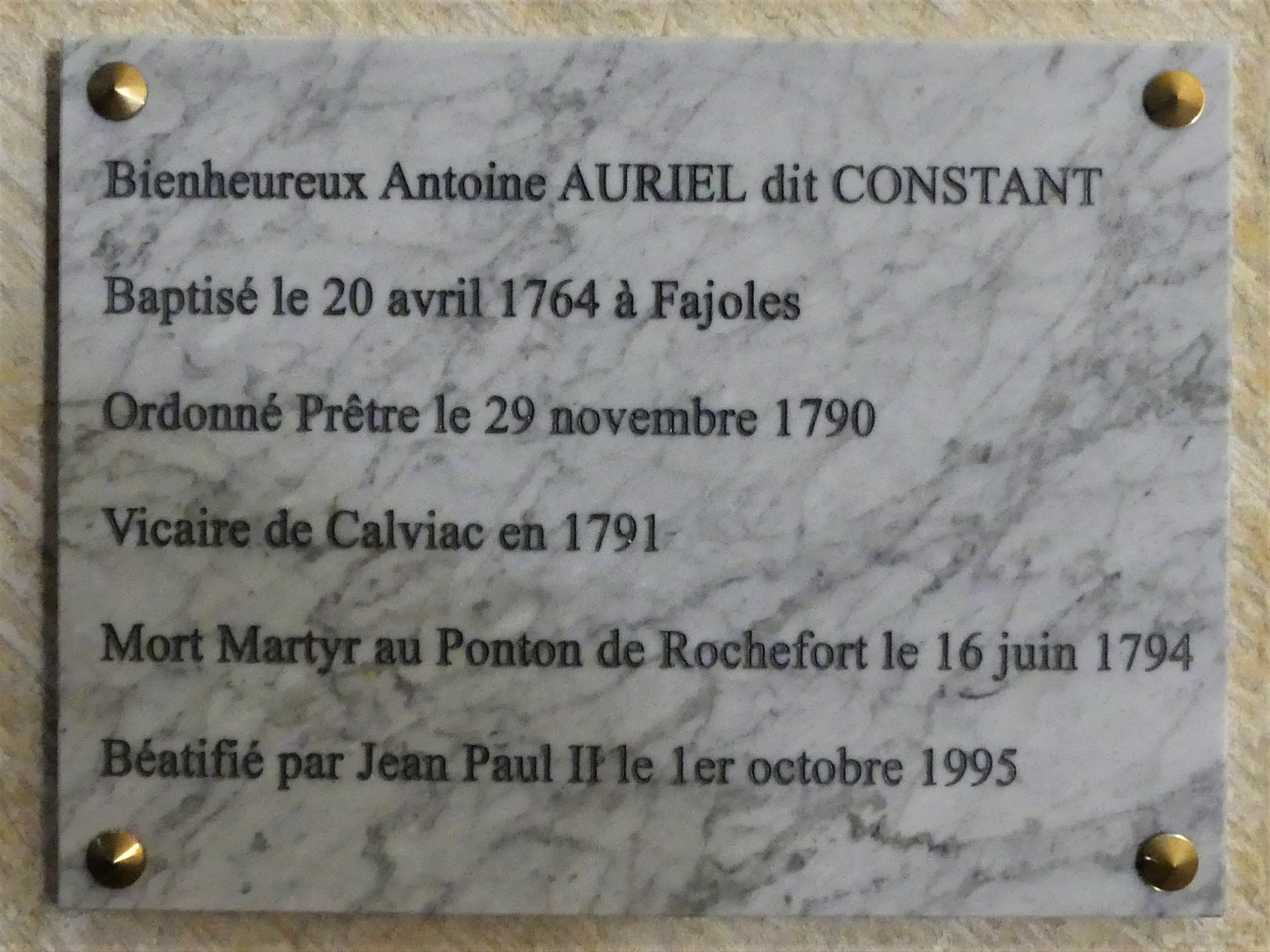
Plaque dans l'église Saint-Pierre-ès-Liens de Calviac-en-Périgord.